# Ферарио Спасов
Ферарио Иванов Спасов е български футболист и треньор по футбол.

## Биография
Роден е на 21 февруари 1962 г. в град Дупница. Семейството му се преселва в град Ловеч. Бащата Иван Спасов е футболист, състезател на ДФС „Христо Кърпачев“.
Средно образование завършва в Средно спортно училище „Асен Драганов“ (Ловеч) с отличен успех и сребърен медал на Министерството на народната просвета през 1981 г.

### Състезателна кариера
Играе на поста полузащитник в отбора на Осъм Ловеч (1979 – 1983) и (1986 – 1993). Записва 350 мача с ловешкия отбор. През периода 1983 – 1986 г. е футболист на Спартак Плевен.

### Треньорска кариера
Завършва НСА „Васил Левски“ със специалност футбол. Притежава пролиценз на УЕФА за треньор. От 2009 г. е старши треньор на Юношески Национален отбор на България, родени през 1994 г.
Работи като треньор на Олимпик Тетевен, Спартак Варна, Литекс и ЦСКА. Начело на ловешкия тим записва най-големите си успехи като треньор. През сезон 1996/1997 г. класира отбора от Б в А група. Като помощник-треньор е шампион през 1998 г., а като старши треньор е шампион през 1999 г. и вицешампион през 2002 г. Под негово ръководство отборът на Литекс печели и Купата на България през 2001 г., а през 1999 и 2003 г. е финалист в турнира.
От февруари 2004 г. до края на същата година работи в ЦСКА. На 5 януари 2006 г. поема Дунав Русе , който е 13-и (предпоследен) на полусезона в Източната Б група с 10 точки, и го извежда до 6-о място (с 36 точки) в крайното класиране. Има само една загуба под негово ръководство. На 2 октомври 2006 г. напуска Дунав след конфликт с изпълнителния директор Георги Пейчев. Следва ново завръщане в Ловеч като старши треньор. До 5 юни 2012 г. ръководи Академия Литекс. На същата дата е посочен за нов старши треньор на Ботев Пловдив. На 9 юни 2023 г. поема Левски Лом, където остава до смъртта си след автомобилна катастрофа на 11 ноември 2023 г.

## Личен живот
Спасов е запален фен на хардрок и метъл музиката, като любимата му група е „Рамщайн“. Твърди, че докато ги слуша, си почива. Предпочитана форма на релакс е и риболовът.

## Смърт
На 11 ноември 2023 г. на 61 години Ферарио Спасов умира в автомобилна катастрофа край Велико Търново. Инцидентът става около 17:00 часа на пътя между София и Варна, където се сблъскват два автомобила. Бял спортен автомобил блъска с висока скорост отзад колата, управлявана от Ферарио Спасов, и той загива на място. Спасов се прибира от мач на неговия отбор в Трета лига срещу Локомотив (Горна Оряховица), в който Дунав (Лом) губи с 1:3. Той пътува с личния си автомобил по посока Ловеч, когато край търновското село Шереметя е ударен от автомобил, който движи със 150 км/час и влиза в насрещното платно.

## Успехи

### Литекс
- Шампион на А група (Първа лига) – 9 пъти (1998/99)
- Носител на Купата на България – 1 път (2000/01)